# Greve dos Correios no Brasil em 2020
A Greve dos Correios no Brasil em 2020 foi uma greve que durou trinta e cinco dias organizada pelos funcionários dos Correios. A manifestação que reuniu os trabalhadores dos Correios foi para reclamar da suspensão de benefícios garantidos, a falta de segurança pela pandemia de Covid-19 e o risco de privatização da estatal.
É considerada a greve de Correios mais longeva da história do Brasil.
A privatização da empresa voltou a ser pauta nos Protestos de 2021 contra o governo Jair Bolsonaro.

## Greve
A Greve foi iniciada no dia 17 de agosto de 2020 em todo território nacional alegando que a empresa estava sendo negligente com os funcionários na pandemia da Covid-19, contra a privatização dos Correios e garantias de direitos trabalhistas. Em 3 de setembro de 2020, a ministra do Tribunal Superior do Trabalho, Kátia Arruda proibiu que a empresa fizesse cortes no salários dos grevistas. Já no dia 11 de setembro de 2020, houve uma audiência de conciliação no TST, porém não houve acordo entre os funcionários dos Correios e da empresa.
Em 22 de setembro de 2020 uma nova audiência decretou o fim da greve dos correios, sendo aprovado um reajuste salarial de 2,6%.